# David ben Abraham ha-Laban
David ben Abraham ha-Laban in ebraico דוד בן אברהם הלבן‎? (Francia, XIII secolo), filosofo e cabalista ebreo vissuto in Francia negli anni 1200, suo nonno Judah fu rabbino a Coucy-le-Château-Auffrique.
David è stato l'autore di Masoret ha-Berit (Il Vincolo del Patto), sull'esistenza, l'unità, e gli attributi di Dio, e anche sulla creazione e il suo fine (Parigi MSS. Nn. 800, 871 ). Il fatto che l'opera esista in più copie manoscritte dimostra che fu molto letta.